# Emplocia bifenestraria
Emplocia bifenestraria är en fjärilsart som beskrevs av Herrich-Schäffer 1858. Emplocia bifenestraria ingår i släktet Emplocia och familjen mätare. Inga underarter finns listade i Catalogue of Life.